# Prix du disque français
Le Prix du disque français est une récompense musicale décernée chaque année par l'Académie du jazz.
Elle est récompense le « meilleur disque enregistré par un musicien français » ou par un groupe dirigé par un musicien français à un disque signé par un musicien français ou un groupe dirigé par un musicien français.
Depuis 2005, cette récompense remplace le Prix Boris-Vian, créé en 1972 d'après l'écrivain et critique de jazz Boris Vian, récompensant le « meilleur enregistrement français ».

## Prix Boris-Vian
- 1972 : Porgy and Bess d'Eddy Louiss et Ivan Jullien
- 1973 : Michel Portal Unit à Chateauvallon de Michel Portal
  - Mention spéciale pour Michel Sardaby in New York, Michel Sardaby
- 1974 : Mestari de Perception (Jeff Seffer, Siegfried Kessler, Didier Levallet et Jean-My Truong)
- 1975 : Gail de Michel Sardaby
- 1976 : Techniques Douces de François Jeanneau
- 1977 : Europamerica de Jef Gilson
- 1978 : Boite à Musique de Patrice Caratini et Marc Fosset
- 1979 : Swing String System de Didier Levallet
- 1980 : Happy Reunion de Stéphane Grappelli et Martial Solal
- 1981 : Steckar – Tubapack de Steckar – Tubapack (Alain Bouchaux, Christian Jous, Daniel Landreat, Marc Steckar, Michel Godard)
- 1982 : attribué ex æquo à :
  - De Luxe de Jean-Pierre Debarbat
  - Endeka de Patrice Caratini
- 1983 : Six Songs d'Olivier Hutman
- 1984 : 100 Hearts de Michel Petrucciani
- 1985 : Torride de Jean-Loup Longnon
- 1986 : Jazzman de René Urtreger
- 1987 : attribué ex æquo à :
  - Sang Mêlé d'Eddy Louiss
  - Viens Dimanche du Patrice Caratini Onztet
- 1988 : Barret, Romano, Texier d'Éric Barret, Aldo Romano et Henri Texier
- 1989 : Christian Escoudé Octet de Christian Escoudé
- 1990 : Trio Urbain de Manuel Rocheman
- 1991 : attribué ex æquo à :
  - Trio Eddy Louiss/René Thomas/Kenny Clarke
  - Kamala d'Arnaud Mattei et son nonet
  - Mention Spéciale à la collection Dreyfus Jazz Line
- 1992 : Meets Claude Debussy de Gérard Badini Super Swing Machine
  - Prix Boris-Vian du meilleur enregistrement vocal Français : Boppin' in French de Vox Office
- 1993 : An Indian's Week de Henri Texier Azur Quartet
- 1994 : Improvise pour France Musique de Martial Solal
- 1995 : Jacky Terrasson de Jacky Terrasson
- 1996 : Reminiscing de l'Orchestre national de jazz dirigé par Laurent Cugny
- 1997 : Blow-Up de Richard Galliano et Michel Portal
- 1998 : Mosaïc Man de Henri Texier
- 1999 : Afterblue d'Alain Jean-Marie
- 2000 : Soft Talk de Michel Graillier et Riccardo Del Fra
- 2001 : Here and Now de BFG (Emmanuel Bex/Glenn Ferris/Simon Goubert)
- 2002 : Sept Variations sur Lennie Tristano de Stéphan Oliva et François Raulin
- 2004 : 2 Bix but not too Bix de Patrick Artero

## Liste des lauréats
- 2005 : Spinnin’ de Laurent Coq Trio
- 2006 : Deep in a Dream de Pierrick Pédron
- 2007 : West in Peace du Andy Emler Megaoctet
- 2008 : Marciac – New York express du Hervé Sellin tentet
- 2009 : Windmills Chronicles de Stéphane Guillaume
- 2010 : Around Gigi de Géraldine Laurent
- 2011 : Reflets de Michel El Malem Group
- 2012 : Kubic’s Monk de Pierrick Pédron
- 2013 : Pierre et le Loup du Amazing Keystone Big Band
- 2014 : Nouvelle Vague de Stéphane Kerecki
- 2015 : At Work de Géraldine Laurent
- 2016 : All My Life de Laurent Courthaliac
- 2017 : New Monk Trio de Laurent de Wilde
- 2018 : Left Arm Blues (And Other New York Story) de Fabien Mary
- 2019 : Michel On My Mind de Laurent Coulondre[2]
- 2020 : Interplay de Diego Imbert et Alain Jean-Marie[3]
- 2021 : Brotherwood, Belmondo Quintet[4]
- 2022 : Out of the Silence, Stéphane Kerecki[5]